# Sutura escamosa
La sutura escamosa es una sutura del cráneo entre el hueso parietal y el hueso temporal.